# (466230) 2012 TS233
(466230) 2012 TS233 es un asteroide perteneciente al cinturón de asteroides, descubierto el 4 de marzo de 2010 por el equipo Spacewatch desde el Observatorio Nacional de Kitt Peak (Arizona, Estados Unidos).